# Mirka Francia
Mirka Francia Vasconcelos (Villa Clara, 14 de febrero de 1975) es una exjugadora de voleibol cubana. Participó en 2 Juegos Olímpicos,  consiguiendo en los dos la medalla de oro. 